# Lançamento de martelo
Lançamento de martelo é uma modalidade olímpica de atletismo. Assim como o lançamento de dardo e o lançamento de disco, este esporte é chamado oficialmente de lançamento.

## História
Lendas da mitologia irlandesa traçam o conceito do lançamento do martelo por volta de 2000 a.C. e aos Jogos Tailteaann, em Tara, na Irlanda pré-cristã, onde o guerreiro celta Cú Chulainn agarrou uma roda de carruagem pelo eixo e a atirou para longe. A roda foi depois substituída por uma pedra presa a um cabo de madeira e o uso posterior de uma marreta é considerado como originário da Inglaterra e da Escócia na Idade Média. Uma pintura do século XVI mostra o rei Henrique VIII lançando o martelo de um ferreiro.  Também entre as antigas tribos teutônicas, formas de lançamento do martelo eram praticadas durante festivais religiosos em homenagem ao deus Thor.
A partir de 1866 o martelo passou a ser uma modalidade regular em eventos de atletismo na Inglaterra, Escócia e Irlanda. Os martelos desta época eram feitos de ferro forjado e não tinham peso especificado. A distância total era medida a partir do pé dianteiro do atleta. Em 1875 foi então padronizado o peso da esfera, o comprimento do cabo e o diâmetro do círculo de lançamento como os conhecemos hoje.
A modalidade foi introduzida nos Jogos Olímpicos em Paris 1900 e teve como primeiro campeão o norte-americano John Jesus Flanagan, que venceu também nos dois Jogos seguintes. Ele é, até hoje, o único tricampeão olímpico desta prova. Para as mulheres, ele só estrearia cem anos depois, em Sydney 2000 e a primeira campeã foi a polonesa Kamila Skolimowska, que foi campeã olímpica aos 17 anos, a mais jovem na história desta modalidade. O recorde mundial masculino – 86,74 m – pertence ao soviético Yuriy Sedykh desde 1986 e o feminino à polonesa Anita Wlodarczyk – 82,98 m –  conseguido em Varsóvia em 2016.

## Regras
O chamado martelo na verdade é uma esfera de metal – geralmente de aço inoxidável ou bronze –  com 7,26 kg de peso no masculino e 4 kg no feminino. Ela é presa a um cabo de aço na ponta do qual existe uma manopla, onde o atleta segura para o lançamento.  O conjunto esfera, cabo e manopla formam uma unidade de comprimento máximo de 1,2 m. 
O lançamento é feito com o atleta posicionado dentro de uma base de concreto circular de 2,135 metros de diâmetro (7 pés), com um anel metálico ressaltado marcando o diâmetro limite. Para que a distância seja medida, o lançamento precisa ser feito de maneira a que o implemento caia dentro de uma área marcada num ângulo de 34,92° à frente e o atleta não pode sair do círculo antes que o martelo toque o chão após o voo e sempre pela parte traseira dele.
O setor onde se realiza o lançamento de martelo é envolto por três lados por uma gaiola (geralmente revestida por redes), de cerca de dez metros de altura, que protege os espectadores e demais atletas de um lançamento malsucedido. Após a chamada e permissão do árbitro, o atleta deve adentrar no setor e realizar o movimento de lançamento. O lançamento será invalidado: se os pés do atleta tocarem fora do círculo de 2,135 m, ou sobre a parte superior da borda metálica que o envolve; se o atleta demorar mais de 1 minuto para iniciar o movimento de lançamento; se o implemento for lançado fora do ângulo demarcado junto à grama; se, após realizar o lançamento, o atleta deixar o setor pela metade da frente do círculo.
Como nas demais competições de lançamentos, vence quem lançar o objeto a maior distância. Geralmente os atletas fazem dois ou três rodopios antes de lançá-lo para ganhar mais impulsão. Cada atleta tem três tentativas e, após realizá-las, ficam apenas oito atletas com os melhores resultados para realizar mais três lançamentos. Como resultado final, considera-se a melhor marca entre os seis lançamentos feitos. Em caso de empate, vale a segunda melhor marca do atleta.

## Técnica
A técnica foi muito aprimorada nas últimas décadas, sendo que o lançamento de martelo é considerado umas das provas de técnica mais complexa do atletismo. O movimento de lançamento pode ser divido em três etapas distintas, o molinete, o giro e o lançamento. O movimento é iniciado com o atleta virado de costas para a trajetória do lançamento, segurando a manopla com as duas mãos e mantendo os pés imóveis. O atleta gira o martelo sobre a sua cabeça (movimento denominado molinete), a fim de dar velocidade ao implemento.
Em sequência ao molinete, o atleta gira sobre o próprio corpo, mantendo a trajetória circular já iniciada do martelo. Aqui, faz-se um movimento complexo com os pés, trocando calcanhar e ponta do pé, de maneira que o lançador se desloca pelo setor. Essa técnica permite incrementar velocidade e inclinar o plano orbital do martelo, a fim de que exista um ponto alto e um ponto baixo, o que dará uma trajetória com altura correta no momento do lançamento. Lançadores de alto nível executam de 3 a 4 giros, em alta velocidade.
Ao final do último giro, o atleta bloqueia o movimento do seu corpo, fazendo uma alavanca e lançando o martelo. Essa puxada final é onde o atleta imprime maior força, e geralmente onde se conclui a trajetória de direção e ângulo de lançamento.

## Recordes
De acordo com a World Athletics.
Homens
| Recorde          | Distância | Atleta          | País                                        | Data             | Local     |
| Recorde mundial  | 86,74 m   | Yuriy Sedykh    | União das Repúblicas Socialistas Soviéticas | 30 agosto 1986   | Stuttgart |
| Recorde olímpico | 84,80 m   | Sergey Litvinov | União das Repúblicas Socialistas Soviéticas | 26 setembro 1988 | Seul 1988 |

Mulheres
| Recorde          | Distância | Atleta           | País    | Data           | Local    |
| Recorde mundial  | 82,98 m   | Anita Wlodarczyk | Polónia | 28 agosto 2016 | Varsóvia |
| Recorde olímpico | 82,29 m   | Anita Wlodarczyk | Polónia | 15 agosto 2016 | Rio 2016 |

## Melhores marcas mundiais
As marcas abaixo são de acordo com a World Athletics.

#### Homens
| Posição | Marca   | Atleta          | País                                        | Data            | Local     |
| ------- | ------- | --------------- | ------------------------------------------- | --------------- | --------- |
| 1       | 86,74 m | Yuriy Sedykh    | União das Repúblicas Socialistas Soviéticas | 30 agosto 1986  | Stuttgart |
| 2       | 86,66 m | Yuriy Sedykh    | União das Repúblicas Socialistas Soviéticas | 22 junho 1986   | Tallin    |
| 3       | 86,34 m | Yuriy Sedykh    | União das Repúblicas Socialistas Soviéticas | 3 julho 1984    | Cork      |
| 4       | 86,04 m | Sergey Litvinov | União das Repúblicas Socialistas Soviéticas | 3 julho 1986    | Dresden   |
| 5       | 85,74 m | Sergey Litvinov | União das Repúblicas Socialistas Soviéticas | 30 agosto 1986  | Stuttgart |
| 6       | 85,68 m | Yuriy Sedykh    | União das Repúblicas Socialistas Soviéticas | 11 agosto 1986  | Budapeste |
| 7       | 85,60 m | Yuriy Sedykh    | União das Repúblicas Socialistas Soviéticas | 13 julho 1984   | Londres   |
| 7       | 85,60 m | Yuriy Sedykh    | União das Repúblicas Socialistas Soviéticas | 17 agosto 1984  | Moscou    |
| 9       | 85,20 m | Sergey Litvinov | União das Repúblicas Socialistas Soviéticas | 3 julho 1984    | Cork      |
| 10      | 85,14 m | Sergey Litvinov | União das Repúblicas Socialistas Soviéticas | 11 julho 1986   | Londres   |
| 10      | 85,14 m | Yuriy Sedykh    | União das Repúblicas Socialistas Soviéticas | 4 setembro 1988 | Moscou    |

#### Mulheres
| Posição | Marca   | Atleta           | País           | Data           | Local           |
| ------- | ------- | ---------------- | -------------- | -------------- | --------------- |
| 1       | 82,98 m | Anita Wlodarczyk | Polónia        | 28 agosto 2016 | Varsóvia        |
| 2       | 82,87 m | Anita Wlodarczyk | Polónia        | 29 julho 2017  | Cetniewo        |
| 3       | 82,29 m | Anita Wlodarczyk | Polónia        | 15 agosto 2016 | Rio de Janeiro  |
| 4       | 81,08 m | Anita Wlodarczyk | Polónia        | 1 agosto 2015  | Władysławowo    |
| 5       | 80,85 m | Anita Wlodarczyk | Polónia        | 27 agosto 2015 | Pequim          |
| 6       | 80,79 m | Anita Wlodarczyk | Polónia        | 23 julho 2017  | Bialystock      |
| 7       | 80,31 m | DeAnna Price     | Estados Unidos | 27 junho 2021  | Eugene          |
| 8       | 80,26 m | Anita Wlodarczyk | Polónia        | 12 julho 2016  | Cetniewo        |
| 9       | 80,17 m | Brooke Andersen  | Estados Unidos | 21 maio 2023   | Tucson          |
| 10      | 79,80 m | Anita Wlodarczyk | Polónia        | 15 agosto 2017 | Varsóvia        |
|         | 79,80 m | Brooke Andersen  | Estados Unidos | 20 abril 2023  | Charlottesville |

## Melhores marcas olímpicas
As marcas são de acordo com o Comitê Olímpico Internacional – COI.

#### Homens
| Posição | Marca   | Atleta             | País                                        | Medalha | Local          |
| ------- | ------- | ------------------ | ------------------------------------------- | ------- | -------------- |
| 1       | 84,80 m | Sergey Litvinov    | União das Repúblicas Socialistas Soviéticas | ouro    | Seul 1988      |
| 2       | 84,12 m | Ethan Katzberg     | Canadá                                      | ouro    | Paris 2024     |
| 3       | 83,76 m | Yuriy Sedykh       | União das Repúblicas Socialistas Soviéticas | prata   | Seul 1988      |
| 4       | 82,91 m | Koji Murofushi     | Japão                                       | ouro    | Atenas 2004    |
| 5       | 82,54 m | Andrey Abduvaliyev | Equipa Unificada nos Jogos Olímpicos        | ouro    | Barcelona 1992 |
| 6       | 82,52 m | Wojciech Nowicki   | Polónia                                     | ouro    | Tóquio 2020    |
| 7       | 82,02 m | Primož Kozmus      | Eslovénia                                   | ouro    | Pequim 2008    |
| 8       | 81,96 m | Igor Astapkovich   | Equipa Unificada nos Jogos Olímpicos        | prata   | Barcelona 1992 |
| 9       | 81,80 m | Yuriy Sedykh       | União das Repúblicas Socialistas Soviéticas | ouro    | Moscou 1980    |
| 10      | 81,61 m | Vadim Devyatovskiy | Bielorrússia                                | prata   | Pequim 2008    |

* O uzbeque Vadim Devyatovskiy e o bielorrusso Igor Astapkovich competiram pela Equipe Unificada da Comunidade de Estados Independentes (CEI) em Barcelona 1992.

#### Mulheres
| Posição | Marca   | Atleta           | País     | Medalha | Local        |
| ------- | ------- | ---------------- | -------- | ------- | ------------ |
| 1       | 82,29 m | Anita Wlodarczyk | Polónia  | ouro    | Rio 2016     |
| 2       | 78,48 m | Anita Wlodarczyk | Polónia  | ouro    | Tóquio 2020  |
| 3       | 77,60 m | Anita Wlodarczyk | Polónia  | ouro    | Londres 2012 |
| 4       | 77,13 m | Betty Heidler    | Alemanha | prata   | Londres 2012 |
| 5       | 77,03 m | Zheng Wang       | China    | prata   | Tóquio 2020  |
| 6       | 76,99 m | Anita Wlodarczyk | Polónia  |         | Tóquio 2020  |
| 7       | 76,97 m | Camryn Rogers    | Canadá   | ouro    | Paris 2024   |
| 8       | 76,93 m | Anita Wlodarczyk | Polónia  |         | Rio 2016     |
| 9       | 76,75 m | Zhang Wenxiu     | China    | prata   | Rio 2016     |
| 10      | 76,34 m | Zhang Wenxiu     | China    | bronze  | Londres 2012 |

* A marca de Anita Wlodarczyk (76,99 m) foi feita durante as eliminatórias em Tóquio 2020. A marca de Wlodarczyk (76,93 m) foi feita nas eliminatórias da Rio 2016.

## Marcas da lusofonia
| País                | Masculino | Atleta            | Ano  | Local    | Feminino | Atleta            | Ano  | Local             |          |
| Brasil              | 78,63 m   | Wagner Domingos   | 2016 | Celje    | 68,35 m  | Mariana Marcelino | 2021 | Bragança Paulista | [ 13 ]   |
| Portugal            | 76,86 m   | Vitor Costa       | 2004 | Reims    | 69,55 m  | Vânia Silva       | 2011 | V.R.Stº.António   | [ 14 ]   |
| Angola              | 52,44 m   | Jorge Cruz        | 1982 | Luanda   | 52,55 m  | Mafuta Dimaketa   | 2011 | Leiria            | :645,783 |
| Moçambique          | 46,61 m   | Octávio Vicente   | 1962 | Maputo   | 35,77 m  | Joana Vasco       | 2001 | Maputo            | :646,783 |
| Cabo Verde          | 37,72 m   | Roque Semedo      | 2018 | Funchal  | 41,48 m  | Antónia Borges    | 2004 | Beja              | :645,783 |
| Guiné-Bissau        | 22,68 m   | Jordão Gomes      | 2005 | Almada   | 27,32 m  | Claúdia Pereira   | 2014 | Lisboa            | :645,783 |
| São Tomé e Príncipe | 21,90 m   | Constâncio Manuel | 1982 | São Tomé | 33,40 m  | Souskay Varela    | 2003 | Lisboa            | :646,783 |